# Zdzisław Truszkowski
Zdzisław Truszkowski (ur. 2 stycznia 1940 w Choromanach) – polski działacz państwowy, menedżer i technolog żywności, w latach 1981–1990 wicewojewoda łomżyński.

## Życiorys
Syn Jana i Janiny. Został absolwentem Wydziału Mleczarskiego Wyższej Szkoły Rolniczej w Olsztynie. Przez wiele lat kierował okręgowymi spółdzielniami mleczarskimi w Piątnicy i Kolnie, następnie był prezesem Wojewódzkiej Spółdzielni Mleczarskiej w Łomży. W 1970 wstąpił do Polskiej Zjednoczonej Partii Robotniczej. Od 1975 do 1980 członek Komitetu Wojewódzkiego PZPR w Łomży, następnie do 1981 przewodniczący Wojewódzkiej Komisji Rewizyjnej. W latach 1981–1990 pozostawał wicewojewodą łomżyńskim, po czym przeszedł na emeryturę. W III RP wspólnik przedsiębiorstwa i członek rad nadzorczych różnych spółek. Zasiadał też w zarządzie i radzie Fundacji im. M. Oczapowskiego; działał w łomżyńskim klubie absolwentów WSR/UWM w Olsztynie oraz w lokalnym kole łowieckim „Batalion” Łomża.
Żonaty z Agnieszką, także związaną ze spółdzielczością spożywczą. Odznaczony m.in. Złotą Odznaką Zasłużony dla Stowarzyszenia Absolwentów Uniwersytetu Warmińsko-Mazurski w Olsztynie.